# (9296) 1983 RB2
A (9296) 1983 RB2 a Naprendszer kisbolygóövében található aszteroida. Zdenka Vávrová fedezte fel 1983. szeptember 5-én.